# Поммо
Поммо́ (от фр. Pommeau) — сладкий алкогольный напиток средней крепости.
Поммо представляет собой красно-коричневую жидкость, содержащую яблочный сок и яблочное бренди: кальвадос в Нормандии и ламбиг в Бретани. Настаивается поммо обычно 2—2,5 года в дубовых бочках. Некоторые виды поммо в Нормандии выдерживаются 14—16 месяцев.
Поммо классифицируется как креплёное вино, обычно используется как аперитив, но может употребляться с голубыми сырами, дыней или десертами.
Поммо включён в список контроля подлинности и выпускается двух видов: Pommeau de Bretagne и Pommeau de Normandie.
Крепость поммо обычно составляет 16—18%. Пьют охлаждённым.